# Федово (Архангельская область)
Федо́во — село в Плесецком районе Архангельской области. Административный центр сельского поселения МО «Федовское».

## География
Село Федово находится в центре Архангельской области, на берегу реки Моша, в четырёх километрах от её впадения в Онегу. Через село проходит автодорога Р1 («Брин-Наволок — Каргополь — Песок — Прокшино»).

## История
Село считается преемником погоста Усть-Моша, первое упоминание которого, по мнению ряда авторов, относится к 1137 году . Так, 30 июня 2007 года село Федово отметило своё 870-летие. Впрочем, тождество погоста Усть-Моша и погоста "на волоцѣ в Моши" оспаривается другими исследователями  . 
В 1555 / 1556 году в составе Устьмошского стана Каргопольского уезда упоминается погост и волость: 
...на реке на Онеге на Усть Моши реки погост… в Кирилловском приходе волость, по реке по Онеге и по реке по Моше с нижнего конца по обе стороны, а в ней 106 деревень...
.
В краеведческом музее Федовской средней школы хранится пограничный столб с надписью: «Пограничный столб Олонецкой губернии сооружён в 1838 году при губернаторе генерал-майоре К. П. Волкове».
С 1879 года по 1881 год учеником Федовского земского училища был писатель А. П. Чапыгин.
В 1973 году Федовскую сельскую библиотеку удостоили имени поэта-песенника А. Д. Чуркина.
С 2006 года является административным центром Федовского сельского поселения.

## Население
| 2002 | 2010 | 2012 |
| ---- | ---- | ---- |
| 516  | ↘464 | ↗481 |

### Карты
- Федово на карте Wikimapia